# Dekanat Nowe Miasto Lubawskie
Dekanat Nowe Miasto Lubawskie – jeden z 24 dekanatów w rzymskokatolickiej diecezji toruńskiej.

## Historia
Dekanat nowomiejski niegdyś należał do diecezji chełmińskiej z siedzibą w Pelplinie. Od 25 marca 1992 roku przynależy on do diecezji toruńskiej. Obecny kształt dekanat uzyskał na przełomie 2001 i 2002 roku po reorganizacji struktur diecezjalnych. 

## Parafie
Lista parafii (stan z 10 listopada 2018):
| Lp | Miejscowość / parafia                              | Proboszcz / administrator        | Zdjęcie |
| -- | -------------------------------------------------- | -------------------------------- | ------- |
| 1  | Bratian parafia św. Brata Alberta Chmielowskiego   | ks. kan. Edward Wiesław Barański |         |
| 2  | Gwiździny parafia św. Jana Bosko                   | ks. Józef Cierkowski             |         |
| 3  | Jamielnik parafia św. Siostry Faustyny Kowalskiej  | ks. Marek Jerzy Wróblewski       |         |
| 4  | Mikołajki parafia św. Jakuba Apostoła              | ks. Wojciech Daniel Osicki       |         |
| 5  | Nowe Miasto Lubawskie parafia św. Tomasza Apostoła | ks. kan. Zbigniew Markowski      |         |
| 6  | Radomno parafia Najświętszego Serca Pana Jezusa    | ks. kan. Zygmunt Leyk            |         |
| 7  | Skarlin parafia św. Bartłomieja Apostoła           | ks. kan. Krzysztof Szulc         |         |
| 8  | Tylice parafia św. Michała Archanioła              | ks. kan. Marek Lubieniecki       |         |